# Cerco de Paris (1590)

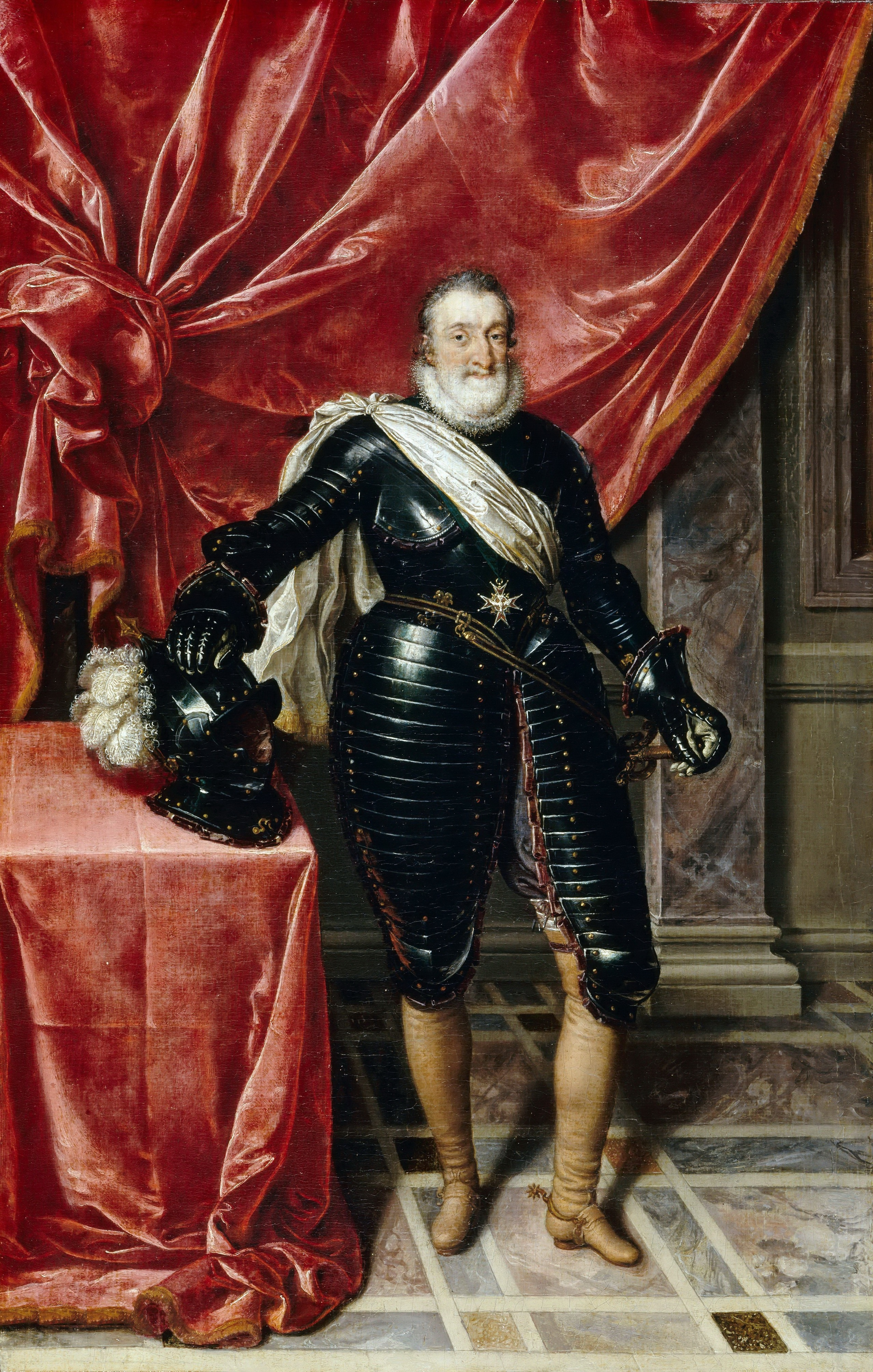
Henrique IV da França por Frans Pourbus, o jovem.

O cerco de Paris em 1590 ocorreu durante as Guerras Religiosas Francesas quando o Exército Real Francês sob Henrique de Navarra e apoiado pelos huguenotes não conseguiu capturar a cidade de Paris da Liga Católica. Paris foi finalmente libertada do cerco por um exército internacional católico e espanhol sob o comando de Alexandre Farnese, duque de Parma.

## Antecedentes
Após sua vitória sobre as forças católicas comandadas por Carlos, Duque de Mayenne e Carlos de Guise, Duque de Aumale na Batalha de Ivry, em 14 de março, Henrique de Navarra avançou com suas tropas em seu principal objetivo de Paris, cuja posse permitiria para confirmar sua contestada reivindicação ao trono francês. Paris na época era uma grande cidade murada de cerca de 200 000 a 220 000 pessoas.

## Cerco de Paris
Em 7 de maio, o exército de Henrique cercou a cidade, impondo um bloqueio e queimando moinhos de vento para impedir que alimentos chegassem a Paris. Henrique tinha neste momento apenas cerca de 12 000-13 000 soldados, enfrentando defensores estimados em cerca de 30 000, principalmente milícias. Devido à quantidade limitada de artilharia de cerco pesada que Henrique havia trazido, pensava-se que a cidade católica só poderia ser compelida a se render por fome. A defesa da cidade foi colocada nas mãos do jovem Carlos Emanuel, Duque de Nemours. 
Henry instalou sua artilharia nas colinas de Montmartre e bombardeou a cidade de lá. Em julho sua força foi aumentada por reforços para 25 000 e em agosto ele havia invadido todos os subúrbios fora dos muros da cidade. Henrique tentou negociar a rendição de Paris, mas seus termos foram rejeitados e o cerco continuou.
Em 30 de agosto, chegaram à cidade notícias de que um exército de socorro espanhol-católico sob o comando do general duque de Parma estava a caminho. O exército do duque de Parma conseguiu romper o cerco e enviar mantimentos para a cidade. Depois que um ataque final às muralhas da cidade falhou, Henry interrompeu seu cerco e recuou. Estima-se que 40 000-50 000 da população morreram durante o cerco, a maioria de fome. 

## Consequências
Após repetidos fracassos em tomar a capital de Paris, Henrique IV converteu-se ao catolicismo em 1593, declarando que "Paris vale bem uma missa". Os parisienses cansados da guerra se voltaram contra os radicais da Liga Católica, que continuaram o conflito mesmo depois que Henrique se converteu. Paris recebeu jubilosamente o ex-protestante Henry em 1594, e ele foi coroado rei da França naquele ano. Quatro anos depois, ele emitiu o Édito de Nantes em uma tentativa de acabar com o conflito religioso que havia dilacerado o país.